# کفاره
کفاره، طبق قوانین فقه برای جبران یک خطا یا گناه پرداخت می‌شود.

## تعریف کفاره در لغت‌نامه دهخدا
کفارة. [ک َف ْ فا رَ] (ع اِ) آنچه بدان گناه را ناچیز نمایند از صدقه و روزه و مانند آن. (منتهی الارب) (آنندراج) (ناظم الاطباء). آنچه بدان گناه و جز آن پنهان شود؛ و در اصطلاح شرع، آنچه بدان گناه پنهان شود و سبک گردد از صدقه و روزه و مانند آنها، و از آن کفاره نامیده شده‌است که گناه را پنهان می‌کند و می‌پوشاند. (از اقرب الموارد). پوشندهٔ گناهان و آن بدل جنایت باشد. مثلاً در شکستن قسم و خوردن روزه، معاوضهٔ گناه نماید و کفارهٔ قسم یک بنده آزاد کردن یا سه روز روزه داشتن یا ده مسکین را اطعام دادن یا ده مسکین راکسوت پوشانیدن و کفارهٔ صوم، دو ماه روزه داشتن یا شصت مسکین را طعام دادن است و فارسیان این لفظ را بتخفیف هم آرند. (از آنندراج). عقوبت گناه. پشیمانی از گناه. دیهٔ گناه. (ناظم الاطباء). آنچه بزه سوگندان بدان پوشیده شود. (مهذب الاسماء): فمن تصدق به فهو کفارة له. (قرآن ۴۵/۵)؛ هرکه قصاص ببخشد و عفو کند آن عفو سترنده است گناهان این عفوکننده را. (کشف الاسرار ج ۳ ص ۱۲۶). و رجوع به قاموس کتاب مقدس و فرهنگ علوم جعفر سجادی و فرهنگ حقوقی جعفری لنگرودی شود.

## کفاره در روزه
اگر کسی به‌طور عمد روزه ماه رمضان را با خوردن یا آشامیدن، یا رابطه جنسی یا خودارضایی یا باقی ماندن بر جنابت باطل کند، باید کفاره بدهد.

کفاره روزه می‌تواند هر یک از موارد زیر باشد:
- آزاد کردن یک برده یا یک زندانی بیگناه
- دو ماه روزه گرفتن
- سیر کردن شصت فقیر
- غذا دادن به شصت فقیر، باید به هر کدام یک مُد که تقریباً «۷۵۰» گرم است، طعام داده شود.[۲]

## کفاره در حج
اگر کسی که برای حج محرم شده‌است، یکی از کارهایی که برای محرم حرام است را انجام دهد باید کفاره بدهد.

## کفاره در قتل
در قتل غیرعمد، قاتل باید کفاره بدهد. کفاره قتل می‌تواند هر یک از موارد مربوط به کفاره روزه باشد.

## احکام کفاره
کفاره در فقه اسلامی به جریمه‌ای اطلاق می‌شود که فرد به‌دلیل ارتکاب برخی گناهان یا ترک واجبات، موظف به انجام آن است تا اثرات معنوی آن خطا را جبران کند. کلمه "کفاره" از ریشه "کَفر" به‌معنای پوشاندن گرفته شده است، زیرا کفاره باعث پوشانده شدن گناه می‌شود.
انواع کفاره‌ها و موارد آن‌ها:
1. کفاره معیّنه: برای برخی اعمال، یک کفاره مشخص تعیین شده است. به‌عنوان مثال
  - شکستن عمدی روزه ماه رمضان: فرد باید یک بنده آزاد کند، دو ماه روزه بگیرد یا شصت فقیر را اطعام نماید.
2. کفاره مخیّره: در برخی موارد، فرد بین چند گزینه مخیر است و می‌تواند یکی را انتخاب کند. مانند:
  - شکستن قسم: فرد می‌تواند یک بنده آزاد کند، ده فقیر را اطعام دهد یا سه روز روزه بگیرد.
3. کفاره مرتّبه: در این نوع، ترتیب مشخصی برای کفاره‌ها وجود دارد و فرد باید به‌ترتیب آن‌ها را انجام دهد. مثلاً:قتل غیرعمد: ابتدا باید یک بنده آزاد کند، اگر نتوانست، دو ماه روزه بگیرد، و اگر این هم ممکن نبود، شصت فقیر را اطعام دهد.
4. کفاره جمع: در برخی گناهان، فرد موظف است چندین کفاره را با هم انجام دهد. مانند:
  - قتل عمدی مؤمن: فرد باید یک بنده آزاد کند، دو ماه روزه بگیرد و شصت فقیر را اطعام نماید.

برخی از اعمالی که مستلزم کفاره هستند:
- شکستن عمدی روزه ماه رمضان: اگر فردی عمداً روزه خود را باطل کند، باید کفاره بدهد که شامل یکی از موارد آزاد کردن بنده، دو ماه روزه گرفتن یا اطعام شصت فقیر است.
- شکستن قسم (سوگند): اگر فردی قسم بخورد و سپس آن را بشکند، باید کفاره‌ای بدهد که شامل اطعام ده فقیر، پوشاندن آن‌ها یا آزاد کردن یک بنده است. 
- شکستن نذر یا عهد: در صورت عدم پایبندی به نذر یا عهد، کفاره‌ای مشابه شکستن قسم واجب می‌شود.

نکات مهم در مورد کفاره:
- قصد قربت: در انجام کفاره، نیت قربت به خداوند شرط است؛ یعنی فرد باید با نیت خالص و برای تقرب به خداوند کفاره را ادا کند.
- اطعام فقیر: در مواردی که اطعام فقیر به‌عنوان کفاره تعیین شده است، باید به هر فقیر مقدار معینی طعام (معمولاً ۷۵۰ گرم گندم یا جو) داده شود.
- ترتیب در کفاره مرتّبه: در کفاره‌های مرتّبه، فرد باید به‌ترتیب ذکر شده عمل کند و در صورت عدم توانایی در انجام یک مورد، به مورد بعدی مراجعه نماید.

در نهایت، توصیه می‌شود برای دریافت احکام دقیق و متناسب با شرایط فردی، به رساله عملیه مرجع تقلید خود مراجعه نمایید.